# Globo virtuale

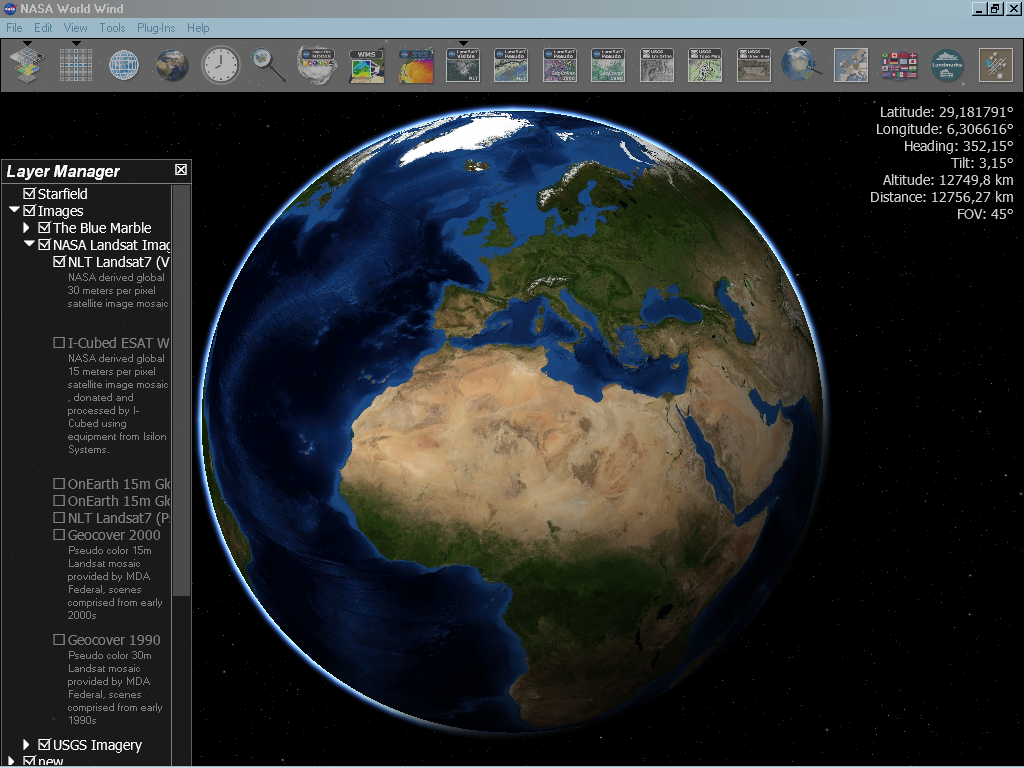
NASA World Wind, un globo virtuale open source

Un Globo virtuale è un modello software 3D o una rappresentazione della Terra o di un altro mondo. 

Un globo virtuale fornisce all'utente la possibilità di muoversi liberamente nell'ambiente virtuale cambiandone l'angolo di visuale e la posizione. 

Confrontato a un globo convenzionale, i globi virtuali hanno la capacità addizionale di rappresentare molte visioni differenti sulla superficie della Terra.

Queste visualizzazioni possono riguardare elementi geografici, elementi costruiti dall'uomo, o rappresentazioni astratte di quantità demografiche come la popolazione.

Il 20 novembre 1997 Microsoft ha rilasciato il famoso Globo virtuale di Encarta Virtual Globe 98, seguito da Cosmi's 3D World Atlas nel 1999.

Il primo globo virtuale su internet è stato NASA World Wind (metà 2004) e Google Earth (metà 2005).